# تحويل الصفويين لإيران من المذهب السني إلى الشيعي
كانت عملية تحويل الصفويين لإيران من المذهب السني إلى المذهب الشيعي عملية حدثت تقريبًا خلال القرن السادس عشر إلى القرن الثامن عشر وتحولت فيها إيران (بلاد فارس)، إلى المذهب الشيعي بعد أن كان لها سابقًا أغلبية سنية. كانت عملية تضمنت التحويل القسري وأدت إلى عداء مع جيران إيران السنة، ولا سيما الإمبراطورية العثمانية. كما كفل التحول هيمنة الطائفة الاثني عشرية داخل الشيعة على الزيدية وطوائف الإسماعيلية - وكل منهما سبق لهما الهيمنة داخل المذهب الشيعي. من خلال التحويل، أعاد الصفويون توحيد إيران كدولة مستقلة عام 1501 وأعلنوا التشيع الإثنا عشري كدين رسمي لإمبراطوريتهم، مما مثّل إحدى أهم نقاط التحول في تاريخ الإسلام.
كنتيجة مباشرة، تم تحويل سكان أراضي إيران الحالية وأذربيجان المجاورة إلى الإسلام الشيعي في نفس الوقت من التاريخ. لا يزال لدى كلا البلدين أغلبية شيعية كبيرة، وتأتي نسبة الشيعة في أذربيجان في المرتبة الثانية بعد إيران.

## قبل عهد الصفويين
كان سكان إيران بعد الفتح الإسلامي لبلاد فارس يتبعون المذهب السني الشافعي والحنفي حتى انتصار الصفويين الذين كانوا في البداية شافعيين. الإيرانيون السنة كانوا دائما يحترمون آل محمد. في المقابل كانت توجد أقلية شيعية وعدد قليل نسبيا من علمائهم، وكانت بلاد فارس أيضاً مقراً للتعليم السني. قبل العصر الصفوي، كانت أقلية من الإيرانيين من الشيعة وكان هناك عدد قليل نسبيًا من علماء الشيعة في إيران. تذكر بعض كتب الشيعة بأنه كانت هناك مناظرة جمعت بين العلامة الحلي وعلماء المذاهب الأربعة بحضور الشاه المغولي خدابنده، وفيها تشيع الشاه وبعث إلى البلاد والأقاليم حتّى يخطبوا بالائمّة الإثني عشر، ويضربوا السكك على أسمائهم وينقشوها على أطراف المساجد والمشاهد منهم.

## إسماعيل الأول

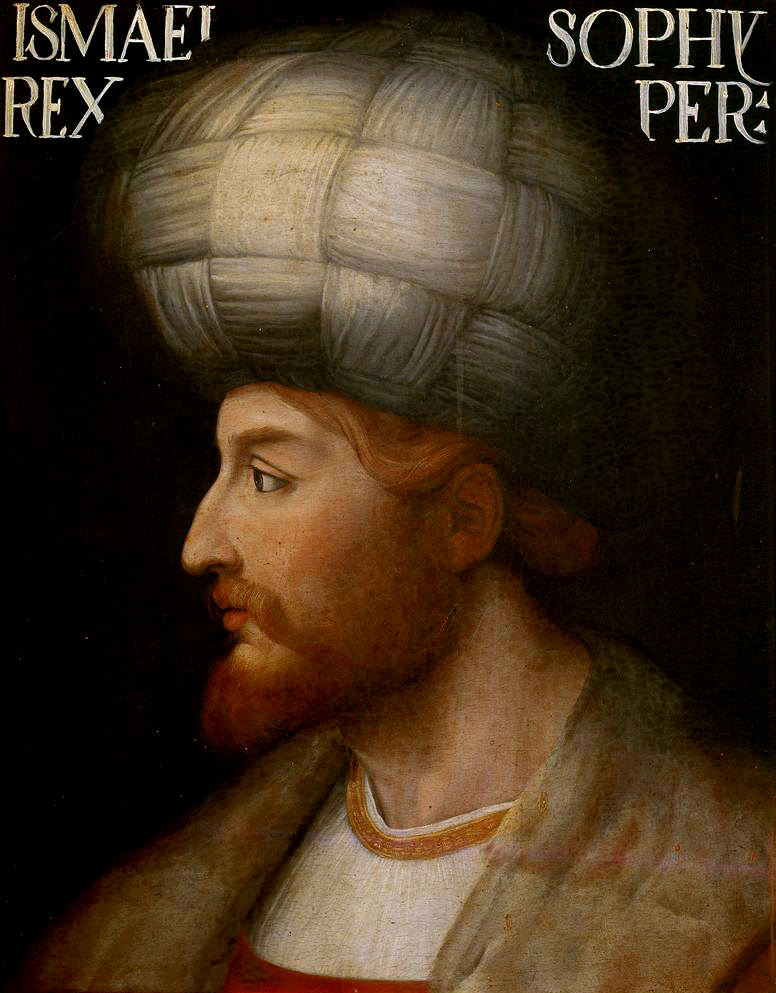
الشاه إسماعيل الأول مؤسس الدولة الصفوية في إيران

من سنة 1500 م إلى سنة 1502 م غزا إسماعيل الأول تبريز، أذربيجان، وأرمينيا. قضى عقداً كاملا من الزمن من أجل تعزيز سيطرته على إيران حيث كان الفارسيون ما زالوا يدينون بالمذهب السني. انتشر جيش إسماعيل الأول في المناطق الوسطى سنة 1504 ثم سيطر على جنوب غرب إيران بين سنة 1505 و1508 ثم سيطر على خراسان الكبرى ومدينة هرات في 1510. وفقًا لدانييل دبليو براون، كان إسماعيل «أكثر الحكام الشيعة نجاحًا وتعصبًا منذ سقوط الفاطميين». يبدو أنه كان يهدف إلى التدمير الكامل للإسلام السني، وقد حقق هذا الهدف إلى حد كبير في الأراضي التي حكمها. كراهيته لأهل السنة لا حدود لها، واضطهاده لهم كان قاسياً. لقد طلب أن يتم شَتِم وسب عثمان بن عفان وأبو بكر وعمر بن الخطاب، وإلغاء الطرق الصوفية السنية، والاستيلاء على ممتلكاتهم، ومنح العلماء السنة إما خيار التحول، أو الموت، أو المنفى. تم جلب علماء الشيعة من مناطق أخرى ليحلوا محلهم.

### الأسباب لسياسة إسماعيل التحويلية
سعى الصفويون إلى تغيير المذهب المتبع للناس وذلك للأسباب التالية:
- أن تكون إيران الصفوية مختلفة عن الدولة العثمانية السنية ذات القوة العسكرية القوية التي تحدها في الغرب وآسيا الوسطى الأوزبكية في الشمال الشرقي.[18][19][20]
- الصراع الطويل بينهم وبين الإمبراطورية العثمانية والحروب العديدة التي دارت بينهما جعل إسماعيل الأول أكثر إصرارا على خلق هوية مختلفة وخشيتهم من تكوين طابور خامس من السنة الذين سيتعاونون مع العثمانيين.[21]
- التحويل للتشيع كان جزءا من عملية بناء أراض من شأن سكانها الإخلاص والولاء للدولة ومؤسساتها وبالتالي تمكين الدولة ومؤسساتها من نشر حكمهم في جميع أنحاء الأراضي.[22]

## أساليب تحويل إيران
بدأ إسماعيل الأول في توحيد البلاد وتحويل السكان من المذهب السني إلى المذهب الشيعي والذي كان يتم أحيانا بطرق وحشية. شملت أساليب تحويل إيران:
- فرض المذهب الشيعي كدين رسمي للدولة وإجبار الناس على تغيير مذهبهم.[24][25][26]
- إنشاء مكتب يكون مسؤولا عن الإشراف على المؤسسات الدينية والأوقاف بغية تحويل إيران إلى المذهب الشيعي الإثني عشري.[27]
- تدمير بيوت السنة وقد لاحظ بيريس تومي السفير البرتغالي في الصين والذي زار إيران في الفترة من 1511 إلى 1512 وقال: (إنه (أي إسماعيل) يقوم بإصلاح كنائسنا ويدمر بيوت السنة).[28]
- أجبر الخطباء في جميع المساجد على شتم الخلفاء الراشدين الثلاثة أبو بكر الصديق، عمر بن الخطاب، وعثمان بن عفان والذين يعتبرهم مغتصبون لحق الخلافة من علي بن أبي طالب كما سلب جميع ممتلكات السنة وتم توجيهها لتطوير العتبات الشيعية والمؤسسات الدينية كما تم استضافة علماء الدين الشيعة ليحلوا مكان علماء الدين السنة.[29][30][31]
- أباح دم أهل السنة ودمر ودنس المقابر والمساجد السنية. هذا الأمر جعل السلطان العثماني بايزيد الثاني (الذي في البداية هنأ إسماعيل الأول بانتصاراته) ينصح الحاكم الشاب بأسلوب أبوي وقف الإجراءات ضد السنة ومع ذلك كان إسماعيل الأول يزيد من قوة بطشه في نشر المذهب الشيعي بحد السيف متجاهلا نصيحة السلطان العثماني.[32][33]
- اضطهد وسجن وأعدم المقاومين السنيين بعناد.[34][35]
- مع إقامة حكم صفوي كان يتم الاحتفال بعيد الغدير في 26 ذي الحجة حسب وجهة نظرهم هو اليوم الذي قام به رسول الإسلام محمد بتنصيب ابن عمه علي بن أبي طالب إماما من بعده، كما يتم الاحتفال في 9 ربيع الأول بمقتل الخليفة عمر بن الخطاب وذلك بصنع دمية على شكل عمر ثم يتم لعنها وطعنها وإهانتها ثم إحراقها. مع تحسن العلاقات بين إيران والدول العربية فإن الأولى قررت عدم الاحتفال رسميا بمقتل عمر ولكن على الصعيد الشعبي ما زال يتم الاحتفال.[36]
- في سنة 1501 دعا إسماعيل الأول جميع الشيعة الذين يعيشون خارج إيران للعيش في إيران من التأكيد على حمايتهم من الأغلبية السنية.[37]

## مصير العلماء السنة والشيعة

### العلماء السنة
اتخذ الصفويون عدة خطوات في بداية حكمهم ضد العلماء السنة منها منحهم حق الاختيار بين اتباع المذهب الشيعي الإثني عشري أو الموت أو النفي. ذبح رجال الدين السنة الذين قاوموا التشيع في إيران خصوصا في مدينة هرات  بينما رحل العديد منهم إلى خارج إيران في الدول السنية القريبة.

### العلماء الشيعة العرب
بعد الفتح بدأ إسماعيل الأول في تحويل المشهد الديني في إيران عن طريق فرض التشيع الإثني عشري على السكان. لأن معظم السكان كان معتنقا للمذهب السني وعدم وجود الكثير من العلماء الشيعة اضطر إسماعيل الأول إلى استيراد علماء شيعة من البلدان العربية مثل جبل عامل في جنوب لبنان، البحرين، وجنوب العراق من أجل إنشاء دولة رجال الدين. قدم إسماعيل الأول لهم المال والأرض مقابل الولاء وأن يعلموا الناس المذهب الشيعي الإثني عشري مما شجع بقوة التحول إلى المذهب الشيعي. للتأكيد على مدى ضعف انتشار المذهب الشيعي في إيران قبل الصفويين فإن أحد المؤرخين ذكر أنه كان يوجد كتاب واحد ديني شيعي في عاصمة إسماعيل الأول تبريز. ولذلك من المشكوك فيه ما إذا كان إسماعيل الأول وأتباعه قد نجحوا في إجبار الشعب بأكمله في التشيع من دون دعم العلماء الشيعة العرب. دعا حكام الدولة الصفوية علماء الدين الشيعة الفرس إلى دعمهم من أجل توفير الشرعية لحكمهم بلاد فارس.
خلال حكم عباس الأول للدولة الصفوية قام باستيراد علماء شيعة عرب أكثر مما فعل إسماعيل الأول من أجل بناء المؤسسات الدينية والمدارس الدينية والمشاركة في عمل الحكومة.

## أثر التحويل خارج إيران

### أذربيجان
بعد احتلال تبريز، أذربيجان، وأرمينيا في ما بين 1500 م و1502 م أعلن أن الدين الرسمي للأراضي المحتلة هو المذهب الشيعي على الرغم من أن أغلبية سكان هذه الأراضي تدين بالمذهب السني. بعد الإعلان شنت حملة تشيع كبيرة للمسلمين السنة في القوقاز. فرض التشيع كان قاسيا خصوصا في شيروان حيث تعرض الكثير من أهل السنة لمذبحة  ونتيجة لذلك فقد تحول سكان أذربيجان قسرا إلى المذهب الشيعي في بداية القرن السادس عشر.

### العراق

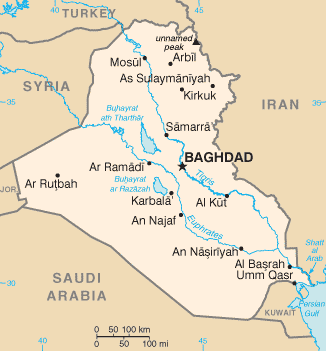
خريطة العراق

استولى إسماعيل الأول بشكل هادئ على بغداد في سنة 1508 م وعلى الرغم من ذلك فإن جيوشه قتلت بحماس أهل السنة واضطهدت حلفائهم. كما أن جيوشه دمرت عدة مواقع هامة للسنة بما في ذلك مقابر أبو حنيفة النعمان وعبد القادر الجيلاني. قرر الصفويون طرد عائلة الجيلاني من بلاد الرافدين. بعد الإعلان عن تشيع العراق أجبر إسماعيل الأول السكان إلى التشيع ونبذ المذهب السني ثم عاد إسماعيل الأول إلى فارس. تسببت هذه الإجراءات الجديدة من قبل الصفويين لقهر السنة العراقيين إلى الغضب والاستياء.
كما قام طهماسب الأول إلى نشر المذهب الشيعي بالقوة في بغداد والبصرة اللتان تقعان في وسط وجنوب العراق وأعدم العلماء السنة الذين رفضوا قبول المذهب الشيعي ودمرت المقابر والأضرحة مرة أخرى فيما تم تحويل المساجد الرئيسية فقط للتعبد بالمذهب الشيعي. استمر اضطهاد أهل السنة حتى قام السلطان العثماني سليمان القانوني بطرد الصفويين من معظم العراق.
عندما عاد الصفويون بقيادة عباس الأول إلى بغداد مرة أخرى في سنة 1624 فقد ذبحوا الكثير من سكانها السنة.

## أمور مهمة في عملية التحويل

### إسماعيل الثاني
شهد عهد إسماعيل الثاني (1576-1578) سياسة مؤيدة لأهل السنة  بمساعدة ميرزا مخدوم الشريفي مدير المكتب المسؤول عن المؤسسات الدينية والأوقاف حيث حاول فرض سياسة التعايش السلمي مع أهل السنة وعدم معاداتهم، ومن أبرز ما قام به وقف قذف عائشة زوج نبي الإسلام محمد، وعدم شتم الخلفاء الراشدون الثلاثة الأوائل أبوبكر، عمر، وعثمان الذي كان سائدا في بداية الدولة الصفوية. هذا الأمر كان أحد البنود الأساسية للامتثال إلى مطالب الدولة العثمانية من أجل تطبيق بنود معاهدة السلام التي تم توقيعها في أماسيا سنة 1555م، كما سعى إلى إضعاف رجال الدين الشيعة والسادة من خلال سحب أراضيهم ومنحهم لأهل السنة، مما أدى إلى اشتباك جيش الشاه إسماعيل الثاني مع قبيلة أوستاجلو وعدد من أمراء قزلباش المتحالفين مع رجال الدين. هذا الخلاف بين الشاه من جهة والأمراء من جهة أخرى جعل أهل السنة يستغلون هذا الصراع لتحقيق مصالحهم وتقوية موقفهم. يعود سبب توجه الشاه إسماعيل الثاني إلى إضعاف رجال الدين الشيعة إلى أن أهل السنة الفرس ما زالوا أغلبية. من أجل التقرب أكثر من أهل السنة قرر الشاه إسماعيل الثاني تعيين علماء شيعة يسعون للتقارب مع أهل السنة وهما مولانا ميرزا جان شيرازي ومير مخدوم لالا.
حاول الشاه إسماعيل الثاني إزالة أسماء الأئمة الإثني عشر من العملة الصفوية ولكن محاولاته لم تسفر عن شيء.

### عباس الأول من بلاد فارس

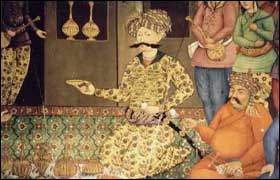
الشاه عباس الأول يرفه والي بخارى محمد خان في الهواء الطلق.

لم يصبح التشيع ذو أغلبية بين سكان فارس حتى مجيء عهد عباس الأول (1587-1629) الذي كان يكره أهل السنة وأجبر السكان على القبول بالتحويل إلى المذهب الإثني عشري. بحلول سنة 1602 أصبح أغلبية بلاد فارس يدين بالمذهب الإثني عشري وبالتالي أصبحت إيران شيعية. اعترض الكثير من السكان على الحكم الصفوي الإجباري مما دفع عباس الأول إلى عدة تغييرات إدارية من أجل زيادة تحويل إيران إلى دولة شيعية إثني عشرية.

### محمد باقر المجلسي

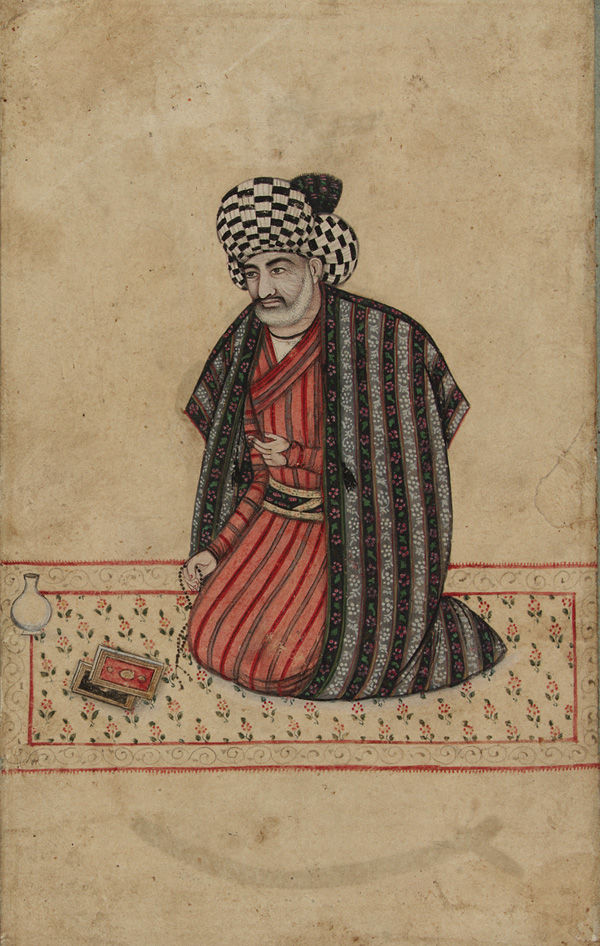
رسم للعلامة محمد باقر المجلسي

بتوجيه من محمد باقر المجلسي (1616-1698) أحد أهم رجال الدين الشيعة الذي كرس نفسه (بالإضافة لأمور أخرى) للقضاء على مذهب أهل السنة في إيران  وسعت الدولة الصفوية خلال القرن السابع عشر إلى فرسنة الممارسة والثقافة الدينية الشيعية من أجل تسهيل انتشاره بين السكان السنة في إيران. لقد كان المجلسي هو الوحيد الذي استطاع أن ينشر بنجاح المذهب الشيعي بين الناس.

### السلطان حسين
في عهد السلطان حسين (1694-1722) آخر شاه صفوي قوي شهدت اضطرابات وثورات دينية من أهل السنة. هذه المشاكل ساهمت في زيادة زعزعة استقرار الدولة الصفوية حتى نهايتها وكانت من أبرز العوامل في انهيارها.
بسبب محاولة السلطان حسين نشر التشيع بين أهل السنة في جنوب أفغانستان فقد أقدم الزعيم الغلزائي الأفغاني مير وايس هوتاك على قيادة التمرد في ولاية قندهار في سنة 1709. مير وايس والأفغان السنة قتلوا المحافظ الصفوي جورج الحادي العشر وأفراد جيشه وحرروا الجنوب الأفغانستاني من الوجود الفارسي فيه  وتم الإعلان عن استقلال قندهار الذي كان نقطة تحول مهمة حيث أعلن في سنة 1715 غزوه لإيران. استطاع محمود ابن مير وايس الحاق الهزيمة بالصفويين في سنة 1722 في معركة غولناباد ثم توجه غربا حتى العاصمة أصفهان واحتلها وأنهى الدولة الصفوية.

### نادر شاه

رسم للشاه نادر موجود في مؤسسة سميثسونيان

في عهد الشاه نادر في تطبيق سياسة مناهضة للشيعة. فشل الشاه نادر في إعادة سكان إيران للتعبد بالمذهب السني عن طريق الترويج للتشيع السني واعتباره المذهب الخامس بين المذاهب السنية وأن يطلق عليه المذهب الجعفري. هذا المخطط لتطبيق هذا النوع من المذاهب السنية فشل باعتباره دين رسمي للدولة.
من أسباب اعتماد سياسة معادية للشيعة:
- معظم قوات الشاه نادر تتكون من أفراد أفغانية، تركمانية، كردية، وبلوشية تدين بالمذهب السني والذين كانوا ينفرون من التركمان والفرس الشيعة.[71][72][73]
- السياسة الدينية الأصلية تهدف إلى إضعاف الشيعة وتعزيز سيادة بلده في الأراضي السنية المحاذية لإيران وجعل التشيع مذهب سني خامس وهذا تم رفضه من قبل الحكام السنة والشيعة على حد سواء.[74]
- حاول الشاه نادر إدماج المذهب الشيعي في المذهب السني في محاولة للتقرب من الدولة العثمانية السنية باعتبار أن دولة إيران سنية ولكن الهدف الحقيقي كان الإطاحة بالعثمانيين لتوحيد العالم الإسلامي تحت قيادته.[75]
- في سنة 1736 وبعدما تم اختيار نادر من قبل الجمعية شاها فقد قبلوا بسياسته الدينية بعودة إيران إلى المذهب السني. التخلي عن التشيع كان ضروريا لإبرام اتفاقية سلام مع الدولة العثمانية السنية وأيضا تقليص الهيبة الدينية الشيعية للدولة الصفوية وأن يكون هو الأكثر جاذبية للسنة الساكنين في المناطق التي ينوي غزوها. ومع ذلك فقد أثارت سياسته الدينية الاستياء في إيران.[76]

الأمور التي أنجزها الشاه نادر لتحقيق سياسته المعادية للشيعة:
- تخلى الشاه نادر عن التشيع وأسس بدلا من ذلك مدرسة سنية شيعية مختلطة للانضمام إلى مدارس المذاهب السنية الأربع.[77]
- شنق الشاه نادر رجال الدين الشيعة الرئيسيين.[73]
- اعتمد في جيشه على تجنيد الأفغان، الأكراد، التركمان، والبلوش السنة والذين يتوافقون مع السياسة الدينية الجديدة أما بالنسبة إلى الفرس فلم يكن الأمر بالنسبة لهم بسيط وأرادوا الاحتفاظ بوضعهم الفريد بين دول العالم الإسلامي.[73]
- داخليا منع بعض الممارسات الشيعية خصوصا المتطرفة منها والتي كانت ممارسات اعتيادية في بداية الدولة الصفوية وأصدر تعليمات إلى العلماء بالحفاظ على تبجيل علي بن أبي طالب ولكن من دون وصفه بأنه نائب الله على الأرض لأنها تتسبب في مواجهات مع أصحاب المذهب السني.[73]
- في سنة 1736 صرح من قزوين بأنه أصدر مرسوم رسمي يعمم على جميع مدن وقرى الدولة ويتم تنفيذه فورا وذلك فرض وقف الممارسات الشيعية التقليدية التي كان في معظمها إساءة إلى رموز أهل السنة.[78]
- قام الشاه نادر بمجهود كبير من أجل تحديد مكان للتشيع في العالم الإسلامي من خلال الاعتراف بالقوى السنية الرئيسية. حاول دمج المذهب الشيعي بالمذاهب السنية ورفض شتم الخلفاء الراشدين الثلاثة أبوبكر، عمر، وعثمان وفرض هذا الأمر في دولته كما حاول أنتزاع اعتراف من الدولة العثمانية بكون المذهب الإثني عشري مذهب سني خامس وأن يتم تغيير مسماه إلى المذهب الجعفري نسبة إلى الإمام السادس جعفر الصادق. حاول تغيير أحد أركان المذهب الشيعي وهو الإمامة ولكنه قوبل بالرفض من قبل الدولة العثمانية السنية وعلماء الدين الشيعة.[79]
- نفور الشاه نادر من رجال الدين الشيعة جعله يحاول تقريب وجهات النظر بين السنة والشيعة من أجل استعادة المذهب السني في إيران. سحب الكثير من أراضي الأوقاف الشيعية. خوفا على حياتهم المهددة من قبل الدولة هاجر العديد من العلماء الشيعة إلى العراق واستقروا في النجف وكربلاء.[39][74][80][81]

بعد وفاة الشاه نادر والتفكك السريع لدولته فقد استرد التشيع في إيران عافيته بسرعة وأعيدت ممتلكات الأوقاف الشيعية إليه من جديد.

## النتائج التاريخية لسياسة إسماعيل التحويلية
كان لسياسة الشاه إسماعيل التحويلية من المذهب السني إلى المذهب الشيعي النتائج التاريخية التالية:
- على الرغم من أن التحويل إلى التشيع لم يكن سريعا كما خطط الشاه إسماعيل إلا أن أغلبية الفرس قرروا التحول إلى المذهب الشيعي في نهاية الدولة الصفوية في سنة 1722 ومن ثم فإنه ليس من قبيل المصادفة أن في إيران اليوم تتركز الأقليات السنية في الجماعات العرقية غير الفارسية على الحدود مع الدول السنية الأخرى.[29][82][83][84][85][86][87]
- أنشأت الدولة الصفوية حدود العداء بين الشيعة الإثني عشرية والسنة على الرغم من أن الخلافات الفقهية موجودة منذ زمن بعيد ومعترف بها من قبل كلا الجانبين. قبل قيام الدولة الصفوية كان الشيعة متوافقين سياسيا مع السنة فكريا.[88]
- أنهى الشاه إسماعيل الإسلام السني في إيران وجعل علماء الدين الشيعة يسيطرون على المؤسسات الدينية.[89][90]
- المنظمة الهرمية من رجال الدين الشيعة بدأ في عهد الشاه إسماعيل.[91]
- الحدود الحالية بين إيران من جهة وتركيا وأفغانستان من جهة أخرى نتجت ليس بسبب الاختلاف في نوع الجماعات العرقية في البلدان الثلاثة بل بسبب الاختلاف في المذاهب الإسلامية.[39]
- تم التعامل بوحشية مع أهل السنة مما أدى إلى انخراط معظمهم في صفوف المقاومة ضد الدولة الصفوية حتى نهايتها.[92][93]
- استخدام الشيعة لممارسة السيطرة لم يكن ناجحا وتبعه قرون من الصراع بين السنة والشيعة حتى بعد سقوط الدولة الصفوية.[94]
- بقيت إيران الدولة الشيعية الوحيدة في وسط بحر الدول السنية. قال مؤرخون إيرانيون معاصرون بأنهم يأسفون لتحويل إيران للتشيع بالقوة الجبرية ولكن هذا الأمر حفظها من احتلالها من قبل الدولة العثمانية.[33]
- كان الصفوية معظمين لأهل العلم والدين فكثرت في عهدهم العلماء، وأُلِّفت الكتب ونسخت المخطوطات النفيسة من كتب الإسلام، وانتقلت الدولة منهم إلى نادر شاه[95]